# سكوير
شركة سكوير المحدودة بالإنجليزية (Square Co., Ltd.) وباليابانية (株式会社スクウェア) وتقراء (كابوشيكي-جايشا سوكويى).
تأسست في أيلول / سبتمبر 1983 من قبل ماسافومي مياموتو. لقد حدثَ دمج مع انيكس في عام 2003 وأصبحت جزءا من سكوير إنيكس.
سكوير سوفت كان أيضا اسم العلامة التجارية التي تستخدمها في ساحة بين عامي 1992 و 2003. على هذا النحو، وغالبا ما يستخدم اسم (غير صحيح) للإشارة إلى المنظمة بأكملها، ولكن بقي اسم الشركة اليابانية شركة سكوير المحدودة حتى إندمجت مع إنيكس وأصبحت سكوير إنيكس .

## مصدر
1. ↑  "IGN > Square Does the Management Reshuffling". IGN. 9 فبراير 2001. مؤرشف من الأصل في 2019-12-08. اطلع عليه بتاريخ 2013-12-25. {{استشهاد ويب}}: |archive-date= / |archive-url= timestamp mismatch (مساعدة)
2. ↑  "Square and Enix to merge". IGN.com. مؤرشف من الأصل في 2014-12-12. اطلع عليه بتاريخ 2013-12-25.
3. ↑  "Square Announces Final Fantasy X Spinoffs, Company Restructure to take place". Mad Man's Cafe.com. 28 مايو 2002. مؤرشف من الأصل في 2016-03-04. اطلع عليه بتاريخ 2013-01-03.
4. ↑  Gurka, John (May 1995). "A Day in the Life of Square". Electronic Gaming Monthly (Ziff Davis) (70): 72–74.

## وصلات خارجية
- Square Co., Ltd Official website (archives)
- Squaresoft Official website (archives)
- Square USA Official website(archives)
- Square Enix Global site
- History of Enix and Square (official site)